# Cratere Woyengi
Woyengi è un cratere sulla superficie di Rea.